# The Flintstones (videogioco 1988)
The Flintstones è un videogioco basato sul cartone animato Gli antenati, pubblicato nel 1988 per molti home computer e nel 1991 per la console Sega Master System. Il giocatore controlla Fred Flintstone mentre affronta un fine settimana movimentato, in una serie di quattro livelli d'azione di genere misto.
The Flintstones è il secondo videogioco uscito sugli Antenati, dopo Yabba Dabba Doo! del 1986.

## Modalità di gioco
Nel primo livello Fred deve pitturare una parete di casa, come promesso alla moglie Wilma, prima che scada il tempo. Nel frattempo la figlia piccola Ciottolina tenta spesso di uscire dal suo box e di scarabocchiare la stessa parete, guastando il lavoro del padre. Il pennello, che in realtà è uno scoiattolo vivo, deve essere bagnato nel secchio di pietra man mano che si asciuga, nonché inseguito e ripreso quando sfugge dalle mani di Fred impegnato a raccogliere Ciottolina. La schermata è fissa e mostra la scena di profilo; per raggiungere le parti alte della parete si usa una scala a pioli che si può spostare orizzontalmente.
Il secondo livello è una corsa in auto insieme a Barney per raggiungere il bowling, a scorrimento orizzontale. Sempre con un limite di tempo, bisogna saltare le rocce lungo la strada, altrimenti si perderà una delle ruote di pietra e il tempo per ripararla.
Il terzo livello è una vera e propria partita di bowling. Il giocatore controlla Fred e deve battere Barney, controllato dal computer. Metà dello schermo mostra il lanciatore di profilo per regolarne la posizione, l'altra metà mostra la pista e i birilli con visuale in prima persona.
Nell'ultimo livello, Fred e Barney tornano a casa e scoprono che Ciottolina è fuggita ed è andata pericolosamente a cacciarsi in cima a un cantiere edile. Fred deve risalire tutto il palazzo in costruzione, un ambiente composto da diverse schermate fisse a piattaforme. Lungo il cammino deve evitare numerosi ostacoli animati e raccogliere DPI, infine deve ridiscendere con Ciottolina in braccio.

## Accoglienza
The Flintstones ricevette recensioni variabili dalle riviste dell'epoca, anche piuttosto buone, ma i quattro livelli vengono spesso riconosciuti come variazioni non molto originali rispettivamente di Painter, Moon Patrol, i tipici giochi di bowling e i tipici videogiochi a piattaforme. Il livello del bowling in particolare ha anche una scarsa animazione dei birilli e risulta lento, dovendo sempre attendere la simpatica ma ripetitiva scena del tiro di Barney.